# Jezik
 Ovo je glavno značenje pojma Jezik. Za druga značenja pogledajte Jezik (razdvojba).
Jezik je komunikacijski sustav sastavljen od znakova i pravila koji se koristi za međusobnu komunikaciju i razmjenu značenja. Sastoji se od riječi, gramatičkih pravila, zatim tonaliteta kojim se izgovaraju te riječi (naglasci) - tj. auditivne komponente jezika (koju možemo percipirati i preko telefona), te ponekad, vizualne komponente jezika - gesta, stava i pokreta koji dopunjuju rečenu informaciju.

Pojam jezika označava tri osnovna pojma:
a) specifičan jezik koji koristi određeni narod ili grupa govornika 
b) skup naziva (nomenklatura), odnosno instrument za imenovanje objekata koji postoje u svijetu oko nas
c) oruđe za izražavanje misli unutar naših glava

Slovenski komunikolog France Vreg smatra da se jezik treba promatrati na tri osnovne razine:
1. semantičkoj, koja proučava odnos između jezičnih znakova i izvanjezičnih ‘objekata’ koje ti znakovi označavaju
2. sintaktičkoj, koja proučava međusobni odnos znakova
3. pragmatičkoj, koja uspostavlja odnos između znaka i njegova korisnika

Različiti autori ističu da je jezik osnovno oruđe kojim spoznajemo sami sebe, ali i svijet oko sebe. Njime odražavamo, i ponovno uspostavljamo našu zajedničku stvarnost. Bez jezika kao instrumenta komunikacije gotovo ne bi bilo ni čovjeka, ni ljudskog društva kakvo poznajemo.

## Uvod
Na svijetu se govori od 5 000 do 7 000 jezika. Nema usuglašenog mišljenja stručnjaka o točnom broju jezika, jer danas još nema egzaktne definicije što razlikuje dva jezika, naime ponekad su dijalekti jednog jezika sličniji nekom drugom jeziku (neki njemački dijalekti i nizozemski), nego dijalektima svog izvornog jezika. Ima prirodnih jezika, kao što je hrvatski jezik, ali i umjetnih jezika, kao što su esperanto ili slovio.
Znanost koja se bavi proučavanjem jezika zove se jezikoslovlje.
Znanost koja se bavi proučavanjem jezičnih pojava, kako gramatičkih tako i književnih, zove se filologija.

## Podjela jezika
Jezici se dijele po više kriterija, koji se mogu grupirati u tri skupine:
- po srodnosti jezika (genetski kriterij)
- po gramatičkim svojstvima (tipološke podjele)
- po zajedničkim karateristikama koje dijele jezici koji su zemljopisno blizu (arealne podjele).

Podjela jezika nije do kraja istraženo područje, i ne postoji općenito slaganje među znanstvenicima oko mnogih pitanja.

### Podjela po srodnosti
Genetska podjela odnosi se na to da se međusobno srodni jezici grupiraju zajedno. Npr. hrvatski, slovenski i češki grupiraju se u slavenske jezike. Slavenski jezici dalje se grupiraju u indoeuropske jezike. Postoje mnoge druge jezične porodice. Ova je podjela hijerarhijska, i podsjeća na taksonomiju u biologiji. Neki jezici čine porodicu za sebe, tj. ne mogu se povezati ni s jednim drugim poznatim jezikom, npr. baskijski jezik; takvi se nazivaju izoliranim jezicima.
Jezici se mogu podijeliti i na živuće i izumrle.

### Tipološke podjele
Jedna tradicionalna podjela jest po složenosti i promjenjivosti riječi:
- izolativni jezici (npr. kineski jezik) u kojima su riječi nepromjenjive i sastoje se od jednog morfema;
- aglutinativni jezici (npr. mađarski jezik) u kojima su riječi tvore donekle pravilnim sljepljivanjem riječi i čestica;
- flektivni jezici (npr. hrvatski jezik), gdje se riječi kompleksno mijenjaju u različitim gramatičkim oblicima.

Jezici se mogu podijeliti i na jezike u kojima je upotreba osobnih (ličnih) zamjenica obavezna (npr. engleski jezik) i one u kojima se obično izostavljaju (npr. hrvatski).
Sljedeća je podjela moguća po odnosu prema ulogama u rečenici:
- neki jezici jednako gramatički označavaju (mjestom u rečenici, padežom i sl.) subjekt prelaznog i neprelaznog glagola, a drugačije objekt prelaznog glagola (takvi se nazivaju nominativno-akuzativni, npr. hrvatski)
- drugi jezici jednako označavaju objekt prelaznog glagola i subjekt neprelaznog, dok posebno stoji subjekt prelaznog glagola (ergativni jezici, npr. baskijski jezik)
- postoje i jezici koji kombiniraju ova dva pristupa, za različite glagole (aktivno-stativni jezici) ili za različita vremena (tipično, prošlo vrijeme ima ergativne osobine; tzv. podijeljena ergativnost)

Jezici se mogu dijeliti i po redoslijedu riječi u rečenici. Tako u hrvatskom imamo uobičajen redoslijed subjekt-glagol-objekt (skraćeno SVO, eng. verb "glagol"), dok je npr. u latinskom uobičajen redoslijed subjekt-objekt-glagol (SOV).
Usporedbu jezika bitno otežava što u svim jezicima ne postoje iste kategorije: nemaju svi jezici iste glasove, neki jezici imaju padeže, a neki ne; svi jezici nemaju iste vrste riječi (npr. ponegdje nema pridjeva kao posebne vrste, mnogi jezici nemaju članove). Te se pojave također uzimaju kao kriterij podjele, od kojih je možda najvažnija podjela u vezi s imenskim klasama:
- neki jezici dijele imenice na 2, 3, pa i mnogo više skupina, nazvanih klasama ili rodovima gdje se imenice u različitim klasama različito ponašaju (npr. hrvatski i njemački)
- drugi jezici jednako tretiraju sve imenice (npr. mađarski i turski jezik)

Treba spomenuti da se jezici po novijim teorijama dijele i na one koji označavaju glavu i one koji označavaju zavisni dio. Naime ako želimo imenici kuća dodati oznaku da pripada čovjeku, to se u brojnim jezicima može napraviti tako da se riječi stave jedna pored druge i jedna se promijeni. Po tome koja se mijenja, možemo podijeliti jezike na spomenute dvije skupine:
- u hrvatskom se mijenja ("označava") čovjek ("zavisni dio"): čovjek + kuća = čovjekova kuća
- u mađarskom se mijenja ("označava") kuća ("glava"): ember "čovjek" + ház "kuća" = az ember háza

### Arealne podjele
Mnogi jezici koji su se razvijali u bliskom kontaktu (npr. jezici Balkana, jezici Zapadne Europe) dijele neka zajednička svojstva, pa se jezici mogu i grupirati na taj način, u tzv. jezične saveze. Npr. karakteristično je za jezike Balkana da se buduće vrijeme tvori korištenjem pomoćnog glagola htjeti (standardni hrv. ću u npr. gledat ću; međutim, kajkavsko narječje ne spada u balkanski jezični savez, jer u tvorbi futura koristi pomoćni glagol biti).

## Zanimljivosti
- Jezik s najviše govornika na svijetu je mandarinski jezik, jedan od kineskih jezika.
- Smatra se da engleski jezik ima najopsežniji rječnik. Sadrži 490 000 riječi, kojima se dodaje 300 000 međunarodnih stručnih izraza. Ali, prosječni govornik engleskog jezika rijetko koristi više od 60 000 riječi.[nedostaje izvor]
- Najmanje glasova ima jezik Pirahã, čiji govornici žive u amazonskoj prašumi. Ima 12, odnosno 13 fonema.
- Svi slavenski jezici imaju pretpostavljeni zajednički jezik predak kojeg zovemo praslavenski jezik. Neke od osnovnih riječi praslavenskog jezika naslijedili su svi moderni slavenski jezici.

## Wikipoveznice
- Jezična porodica
- Programski jezik
- Službeni jezik
- Standardni jezik
- Sociolekt
- Žargon
- Životinjski jezik

## Vanjske poveznice
- Lenguas del Mundo
- Ethnologue (14th)
- Ethnologue (15th)
- Ethnologue (16th)
- Omniglot
- Language families
- Language Family Information for the Numbers List